# Macaranga klaineana
Macaranga klaineana är en törelväxtart som beskrevs av Jean Baptiste Louis Pierre och David Prain. Macaranga klaineana ingår i släktet Macaranga och familjen törelväxter.
Artens utbredningsområde är Gabon. Inga underarter finns listade i Catalogue of Life.